# دوريس فوكس (أستاذة جامعية)
دوريس فوكس (بالألمانية: Doris Fuchs)‏ هي عالمة سياسة ألمانية، ولدت في 1966 في دوسلدورف في ألمانيا.